# Livre nigériane
La livre nigériane (code NGP, ; symbole £) fut la monnaie du Nigeria de 1958 à 1973. 

## Historique
De 1907 à 1958, le Nigeria utilisait la livre de l'Afrique occidentale britannique ; après cette date, le pays a émis sa propre monnaie. La livre était subdivisée en 20 shillings, eux-mêmes subdivisés chacun en 12 pence (singulier penny). La livre nigériane, qui avait une parité de un pour un avec la livre sterling avec une convertibilité facile, a été remplacée par le naira en 1973 au taux de 1 livre pour 2 nairas. Le naira est décimal (1 naira vaut 100 kobos) et ce changement de monnaie fait du Nigeria le dernier pays à avoir abandonné le système £sd[réf. nécessaire].

## Pièces
Des pièces ont été émises en 1959 dans les dénominations de ½, 1, 3 et 6 pence et 1 et 2 shillings. Les pièces de ½ et 1 penny sont en bronze et trouées. La pièce de 3 pence, frappée en laiton de nickel, était une version plus petite des pièces de 3 pence à douze faces utilisées au Royaume-Uni, aux îles Fidji et à Jersey. Les dénominations de plus forte valeur étaient frappées en cupronickel.

## Billets
En 1918, des billets d'urgence furent émis par le gouvernement en coupures de 1, 10 et 20 shillings. En 1959, la Banque centrale du Nigeria a introduit des coupures de 5 et 10 shillings et 1 et 5 livres. Trois séries de billets ont été émises, en 1958, 1967 et 1968.